# Kanton Argentan-Est
Kanton Argentan-Est (francouzsky Canton d'Argentan-Est) byl francouzský kanton v departementu Orne v regionu Dolní Normandie. Tvořilo ho šest obcí. Zrušen byl po reformě kantonů 2014.

## Obce kantonu
- Argentan (východní část)
- Aunou-le-Faucon
- Juvigny-sur-Orne
- Sai
- Sévigny
- Urou-et-Crennes